# Lake Rotoroa (Northland)
Der Lake Rotoroa ist ein Dünensee im Far North District der Region Northland auf der Nordinsel von Neuseeland.

## Geographie
Der 30,8 Hektar große Lake Rotoroa befindet sich 1,6 km östlich der Westküste zur Tasmansee und rund 1,7 km südlich des Lake Ngatu. Kaitaia, als nächstgrößere Stadt, ist rund 7,5 km südöstlich gelegen. Der See erstreckt sich über eine Länge von rund 1,37 km in Nordost-Südwest-Richtung und misst an seiner breitesten Stelle rund 370 m in Nordwest-Südost-Richtung. Der Umfang des Sees beträgt rund 3,53 km.
Der See besitzt keine regulären Wasserzuläufe und -abläufe.
In Teilen des Sees sind Verlandungen zu erkennen.